# General Baldissera
General Baldissera est une ville argentine de la province de Cordoba, dans le département de Marcos Juárez. Comptant plus de 3 000 habitants, General Baldissera est située à 300 kilomètres de Córdoba (capitale de la province du même nom) et à 500 kilomètres de Buenos Aires.
La ville a pour principale activité économique l'agriculture, suivie de l'élevage.